# Julio César Baldivieso
Julio César Baldivieso (n. 2 decembrie 1971, Cochabamba, Bolivia) este un fost fotbalist bolivian.
Între 1991 și 2005, Baldivieso a jucat 85 de meciuri și a marcat 15 goluri pentru echipa națională a Austriei. Baldivieso a jucat pentru naționala Austriei la Campionatul Mondial din 1994.

## Statistici
| Austria | Austria | Austria |
| An      | Meciuri | Goluri  |
| ------- | ------- | ------- |
| 1991    | 5       | 0       |
| 1992    | 0       | 0       |
| 1993    | 15      | 0       |
| 1994    | 14      | 1       |
| 1995    | 8       | 1       |
| 1996    | 12      | 3       |
| 1997    | 9       | 2       |
| 1998    | 0       | 0       |
| 1999    | 0       | 0       |
| 2000    | 7       | 2       |
| 2001    | 8       | 5       |
| 2002    | 0       | 0       |
| 2003    | 3       | 1       |
| 2004    | 2       | 0       |
| 2005    | 2       | 0       |
| Total   | 85      | 15      |